# Star Aviation
Star Aviation est une compagnie aérienne algérienne basée à Hassi Messaoud et créée en 2001 à l'issue d’une association entre le groupe suisse Zimex et le groupe RedMed.

## Activités
La loi algérienne interdit aux privés d'utiliser l'espace aérien du pays. De fait, Star Aviation permet aux personnalités de disposer de jets privés pour leurs déplacements. La compagnie se spécialise dans le transport du personnel des compagnies pétrolières, et dessert principalement le grand sud algérien.
La société est dirigée par Hugo Kopp, qui est également le CEO de Zimex.

## Historique
En 2001 est créée Star Aviation Spa.
En juillet 2014, Star Aviation fait partie de la liste des compagnies aériennes formant le nouveau consortium aéronautique algérien.

## Flotte
Star Aviation Spa possède une flotte aérienne spécialement équipée pour les environnements désertiques tels que celui qui entoure le site de Hassi Messaoud. Les avions actuellement en service sont de type :
- 8 Pilatus PC-6
- 3 Beechcraft 1900
- 2 DHC-6
- 1 Citation Jet C525A
- 1 Cessna XLS+

Les avions peuvent être loués sur le site de Hassi Messaoud comme avions exclusifs (contrats à long terme) ou en vols charter (service Air Taxi).